# Ovidio (obispo)
San Ovidio fue un santo siciliano que vivió en Portugal.
Según una hagiografía del siglo XVI,[cita requerida] Ovidio era un ciudadano romano de origen siciliano, a quien —aproximadamente en el año 95— el papa Clemente I envió al pueblo de Bracara Augusta (actual Braga, en Portugal). Allí fue el tercer obispo, sucesor de Basilio y de Pedro de Rates.
Según el texto, bautizó a santa Marina de Aguas Santas y a sus hermanas (Librada, Victoria, Germana, Quiteria, Eufemia, Marciana, Genibera y Basilia)  después de que estas fueran abandonadas por su madre.
Finalmente, hacia el año 135 habría recibido el martirio por su fe cristiana.
El texto afirma que en sitios arqueológicos lusitanos desaparecidos, Ovidio se veía ataviado con vestimentas de obispo o de ermitaño, lo que atestiguan una veneración desde antiguo.
Existe un sepulcro en la catedral de Braga que tradicionalmente se considera que contiene los restos del santo.
Su nombre proviene del latín Sanctus Auditus, que en portugués se convirtió en Santo Ovídio. Sin embargo sus devotos lo llaman «São Ouvido» (‘san Oído’).
A raíz de este nombre, sus devotos creen que el santo es el patrono de los sordos. Incluso se generó un ritual en su sepulcro: sobre la base de su tumba en la catedral hay dos agujeros: los sordos meten los dedos en esos huecos y luego se tocan las orejas con los dedos.

## Según otros textos
Nuestro español Flavio Destro dice en el año doscientos y ocho de Cristo: «Britabli prope Segoviam ad iuga carpetana in provincia tarraconensi sanctus Auditus martyr primo novembris». Esto es: ‘En Butrago, junto a Segovia a las cumbres carpetanas en la provincia tarraconense san Audito mártir el primero de noviembre’. Ya dejamos advertido que el pueblo que Tito Livio dejó nombrado Litabro, y Destro Britablo, es el mismo que hoy se nombra Butrago. Y aunque algunos desestiman la cronología (esto es, el número de años) que Destro tiene en las márgenes, ésta del año 208 coincide con la persecución de Severo, en que podría haber padecido san Audito.
Diego de Colmenares
Historia de la insigne ciudad de Segovia y compendio de las historias de Castilla

### En «España sagrada»
En el reparto de mártires tocó este santo a los campos de Araviana, en las faldas de Moncayo. El falso Hauberto, suponiéndola ciudad, escribió: «Aravian in radice montis Caji Sanctus Auditus mártir».
Vicente de la Fuente, siglo XIX
España Sagrada (teatro geográfico-histórico de la iglesia de España)